# Метаплюмбат натрия
Метаплюмбат натрия — неорганическое соединение,
соль натрия и метасвинцовой кислоты с формулой Na2PbO3,
жёлтые кристаллы.

## Получение
- Разложение при нагревании гексагидроксоплюмбата(IV) натрия:

{\displaystyle {\mathsf {Na_{2}[Pb(OH)_{6}]\ {\xrightarrow {300^{o}C}}\ Na_{2}PbO_{3}+3H_{2}O}}}

## Физические свойства
Метаплюмбат натрия образует жёлтые кристаллы.

## Химические свойства
- Разлагается при нагревании до 700°С с выделением кислорода.

- Гидролизуется горячей водой:

{\displaystyle {\mathsf {Na_{2}PbO_{3}+H_{2}O\ {\xrightarrow {100^{o}C}}\ 2NaOH+PbO_{2}\downarrow }}}